# Mesogona rufescens
Mesogona rufescens là một loài bướm đêm trong họ Noctuidae.